# Polana papillata
Polana papillata är en insektsart som beskrevs av Freytag och Paul S. Cwikla 1982. Polana papillata ingår i släktet Polana och familjen dvärgstritar. Inga underarter finns listade i Catalogue of Life.